# Южно-Сухокумськ
Ю́жно-Сухоку́мськ — місто (з 1988 року) в Дагестані. Розташоване за 95 км від залізничної станції Кочубей. Видобуток нафти і газу.